# 氣壓性牙痛
氣壓性牙痛（英語：Barodontalgia），一般稱為牙齒擠壓，之前也稱為高空性牙痛，是由環境壓力變化所致的牙齒疼痛。當回到地面時，疼痛往往就會隨之停止。而牙齒氣壓傷則是一種由於氣壓變化而造成牙齒硬性結構損傷的病症。
氣壓性牙痛好發於水下潛水員；因為深潛時，壓力會增加到好幾個大氣壓力，及戰鬥機飛行員；因為壓力的急遽變化。飛行員若在飛行途中遇到氣壓性牙痛，嚴重的話可能會迫使飛行提早結束。
關於氣壓性牙痛大多數可考的數據來自於高空模擬試驗室而不是實際飛行。 20世紀40年代，氣壓性牙痛患病率約在0.7％和2％之間，而到了60年代則為0.3％。
而在德國納粹空軍的高空模擬試驗室中也同樣出現0.3％患病率的紀錄。
在以色列空軍中，每100飛行年，氣壓性牙痛的發生率約為1例。而美國空軍在第二次世界大戰期間的紀錄是，十分之一的機組人員有發生過一次或多次的氣壓性牙痛。在最近的一項研究中，331名以色列空軍機組人員中有8.2％的比率至少發生過一次氣壓性牙痛。
氣壓性牙痛是牙齒有其他疾病的症狀之一，如下顎骨的發炎性囊腫。實際上，大多數常見的口腔疾病已被認為是引起氣壓性牙痛的可能因素，如：齲齒，牙齒塡補不良，牙髓炎，牙髓壞死，根尖牙周炎，牙周袋（牙周病的症狀），阻生齒和口腔黏液囊腫。有一個例外是由氣壓性鼻竇炎或氣壓損傷性中耳炎所引發的氣壓性牙痛，上述兩種疾病是單純由壓力變化所造成的，而不是由其他的牙齒疾病因壓力而導致發作的。一份在2001年至2010年間進行研究的綜合分析報告顯示每1,000飛行年約有5例的發生率。上頜和下頜牙齒在飛行中所受到的壓力影響是相同的，但在潛水時，上頜牙齒受到的影響是大於下頜牙齒的，這說明了潛水時上頜竇的病症有較大的機率導致氣壓性牙痛。令人訝異的是，儘管現代的機艙內都有加壓，但目前的氣壓性牙痛發生率與20世紀上半葉時的發生率幾乎沒有差異。另外雖然潛水員所受的壓力變化較大，但機組人員對氣壓性牙痛的加權發生率與潛水員的加權發生率也十分接近。此外，與一般的觀念相反，飛行中的面部氣壓傷與潛水比較，其所造成的氣壓性牙痛機率是較低的（約為十分之一的機率）。

## 分级
世界牙醫聯盟根據氣壓性牙痛的特徵和症狀將它分成了4個等級。另外它們還對於介入治療提供了具體而有價值的建議。

## 氣壓性傷害
有時壓力變化會傷害牙齒（而不僅僅是造成疼痛而已）。 當牙齒內部空隙裡的密閉空氣，無法隨著外部壓力的上升或下降，而膨脹或收縮來平衡壓力時，牙齒剛性結構上的壓力差異有可能會產生足以使牙齒斷裂或牙齒填補物質脫落的應力。一般情況下，這常會發生在潛水員或飛行員在經歷壓力急遽變化的過程中。判斷在壓力變化時所產生疼痛的情況是臨床醫生們診斷的指標。治療方式包括仔細地更換有問題的牙齒填補物質、重做根管治療或拔除牙齒來解決牙齒內部有空隙的問題。